# شهرداری ترزین
شهرداری ترزین (به لاتین: Municipality of Trzin) یک منطقهٔ مسکونی در اسلوونی است که در اسلوونی واقع شده‌است. شهرداری ترزین ۸٫۶ کیلومتر مربع مساحت و ۳٬۸۸۰ نفر جمعیت دارد.